# 辛普森縣 (密西西比州)
辛普森縣（英語：Simpson County）是美國密西西比州中南部的一個縣。面積1,529平方公里。根据美國2000年人口普查，共有人口27,639人。縣治門登霍爾 （Mendenhall）。
縣政府成立於1824年1月23日。縣名紀念約西亞·辛普森法官。